# Liste des joueurs du RCS Verviers
Cette liste reprend les 574 joueurs de football qui ont évolué au R. CS Verviétois depuis la fondation du club, sous toutes ses appellations :
- Verviers FC
- Royal Club Sportif Verviétois
- Royal Entente Dison-Verviers
- Royal Cercle Sportif Verviers

Date de mise à jour des joueurs et de leurs statistiques : 28 novembre 2012
- Haut – A
- B
- C
- D
- E
- F
- G
- H
- I
- J
- K
- L
- M
- N
- O
- P
- Q
- R
- S
- T
- U
- V
- W
- X
- Y
- Z

## A
| Joueur                  | Nationalité | Position          | Date de naissance | Période(s)           | Matches (dont D1) | Buts | Jaunes | Rouges |
| ----------------------- | ----------- | ----------------- | ----------------- | -------------------- | ----------------- | ---- | ------ | ------ |
| Abder Abderraman        | Belgique    | ?                 | 24/06/1988        | 2009-2010            | 0 (0)             | 0    | 0      | 0      |
| Jean-Marie Abeels       | Belgique    | Milieu de terrain | 18/11/1962        | 1996-1998, 2000-2002 | 104 (0)           | 19   | 21     | 3      |
| Vicenzo Accardi         | Belgique    | ?                 | ?                 | 1967-1968            | 0 (0)             | 0    | 0      | 0      |
| Kevin Ackerman          | Belgique    | ?                 | 18/02/1983        | 2002-2004            | 12 (0)            | 0    | 0      | 0      |
| Diallo Adama            | Belgique    | ?                 | 31/12/1980        | 2003-2004            | 5 (0)             | 0    | 0      | 0      |
| Taoufik Aissaoui        | Belgique    | ?                 | 8/10/1988         | 2006-2008            | 5 (0)             | 0    | 1      | 0      |
| Abderraham Akdim        | Belgique    | ?                 | 24/06/1988        | 2008-2010            | 6 (0)             | 0    | 3      | 0      |
| André Albertal          | Belgique    | ?                 | ?                 | 1967-1968            | 0 (0)             | 0    | 0      | 0      |
| Christophe Alexandre    | Belgique    | ?                 | 4/09/1978         | 2000-2001            | 19 (0)            | 2    | 0      | 0      |
| William Allan           | Belgique    | ?                 | 8/01/1880         | 1901-1907            | 0 (0)             | 0    | 0      | 0      |
| Robert Allen            | Belgique    | ?                 | ?                 | 1902-1903            | 2 (2)             | 0    | 0      | 0      |
| Toufik Amraoui          | Belgique    | ?                 | 3/12/1982         | 2003-2005            | 12 (0)            | 5    | 1      | 0      |
| Philippe Ancia          | Belgique    | ?                 | 11/10/1963        | 1990-1991            | 0 (0)             | 0    | 0      | 0      |
| William Anderson        | Belgique    | ?                 | ?                 | 1913-1914            | 9 (9)             | 2    | 0      | 0      |
| Miguel Andre            | Belgique    | ?                 | 28/03/1972        | 1993-1994            | 0 (0)             | 0    | 0      | 0      |
| Daniel Andrianne        | Belgique    | ?                 | ?                 | 1970-1971            | 0 (0)             | 0    | 0      | 0      |
| Gianni Angelucci        | Belgique    | ?                 | 2/01/1976         | 2002-2007            | 113 (0)           | 6    | 13     | 1      |
| Georges Arnotte         | Belgique    | ?                 | 10/10/1934        | 1952-1961            | 0 (0)             | 0    | 0      | 0      |
| Taoufik Assaoui         | Belgique    | ?                 | 8/10/1988         | 2008-2009            | 7 (0)             | 0    | 1      | 0      |
| Julien Charley Auguster | Belgique    | ?                 | ?                 | 1903-1906            | 0 (0)             | 0    | 0      | 0      |

## B
| Joueur                               | Nationalité | Position          | Date de naissance | Période(s)                      | Matches (dont D1) | Buts | Jaunes | Rouges |
| ------------------------------------ | ----------- | ----------------- | ----------------- | ------------------------------- | ----------------- | ---- | ------ | ------ |
| Fabian Baar                          | Belgique    | ?                 | 31/08/1972        | 1992-1997                       | 77 (0)            | 0    | 6      | 1      |
| Christophe Bachelet                  | Belgique    | ?                 | 23/04/1976        | 2003-2004                       | 12 (0)            | 2    | 2      | 0      |
| Georges Banica                       | Roumanie    | ?                 | 5/10/1968         | 1996-1997                       | 13 (0)            | 1    | 4      | 0      |
| Stéphane Bare                        | Belgique    | ?                 | 11/10/1971        | 1996-2000                       | 35 (0)            | 1    | 7      | 1      |
| Giuseppe Barone                      | Belgique    | ?                 | 8/07/1986         | 2008-2009                       | 3 (0)             | 0    | 0      | 1      |
| Maxime Barrientos                    | Belgique    | ?                 | 12/06/1990        | 2009-2010                       | 4 (0)             | 0    | 0      | 0      |
| Sébastien Bartholome                 | Belgique    | ?                 | 7/06/1989         | 2010-2011                       | 1 (0)             | 0    | 0      | 0      |
| Kazim Baskurt                        | Belgique    | ?                 | 14/06/1990        | 2010-2012                       | 12 (0)            | 1    | 0      | 0      |
| Vincent Bauwens                      | Belgique    | ?                 | ?                 | 1985-1987                       | 0 (0)             | 0    | 0      | 0      |
| Jean Bebronne                        | Belgique    | ?                 | ?                 | 1967-1968                       | 0 (0)             | 0    | 0      | 0      |
| Mouloud Beltitane                    | Belgique    | Gardien de but    | 26/09/1970        | 1995-1999, 2001-2002, 2007-2008 | 99 (0)            | 1    | 3      | 2      |
| Eddy Bembuana-Keve                   | Belgique    | Attaquant         | 24/12/1972        | 1996-1997                       | 28 (0)            | 27   | 3      | 0      |
| Meihdy Ben Sellam                    | Belgique    | ?                 | 28/08/1990        | 2009-2012                       | 64 (0)            | 4    | 5      | 0      |
| Frédéric Benavides                   | Belgique    | ?                 | 2/04/1981         | 2000-2003                       | 48 (0)            | 2    | 4      | 0      |
| Marc Berger                          | Belgique    | ?                 | 2/05/1968         | 1993-1994                       | 1 (0)             | 0    | 0      | 0      |
| Romain Berger                        | Belgique    | Gardien de but    | 12/07/1990        | 2012-2014                       | 0 (0)             | 0    | 0      | 0      |
| Daniel Bernard                       | Belgique    | ?                 | ?                 | 1970-1972                       | 0 (0)             | 0    | 0      | 0      |
| Gilles Bernard                       | Belgique    | ?                 | 28/02/1992        | 2009-2012                       | 56 (0)            | 0    | 13     | 0      |
| Da Silva Wanderson Bernardo De Jésus | Belgique    | Attaquant         | 28/06/1987        | 2010-2011                       | 31 (0)            | 8    | 3      | 0      |
| Jacques Bertrand                     | Belgique    | ?                 | 27/07/1948        | 1968-1984                       | 0 (0)             | 0    | 0      | 0      |
| Rodolphe Bertrand                    | Belgique    | ?                 | ?                 | 1919-1920                       | 0 (0)             | 0    | 0      | 0      |
| Alain Bettagno                       | Belgique    | Milieu de terrain | 9/11/1968         | 2001-2002                       | 21 (0)            | 9    | 4      | 0      |
| Alphonse Bettonville                 | Belgique    | ?                 | ?                 | 1900-1905                       | 0 (0)             | 0    | 0      | 0      |
| Paul Bettonville                     | Belgique    | ?                 | ?                 | 1902-1906                       | 0 (0)             | 0    | 0      | 0      |
| Benjamin Beusen                      | Belgique    | ?                 | 24/08/1981        | 2003-2004                       | 12 (0)            | 0    | 1      | 0      |
| Serge Bierberg                       | Belgique    | ?                 | 25/09/1960        | 1980-1981                       | 0 (0)             | 0    | 0      | 0      |
| Dylan Biersard                       | Belgique    | ?                 | 24/01/1993        | 2012-...                        | 0 (0)             | 0    | 0      | 0      |
| Joseph Biersard                      | Belgique    | ?                 | ?                 | 2008-...                        | 9 (0)             | 0    | 1      | 0      |
| Walter Binot                         | Belgique    | ?                 | ?                 | 1955-1961                       | 0 (0)             | 0    | 0      | 0      |
| Michel Birti                         | Belgique    | ?                 | 10/02/1956        | 1975-1976                       | 0 (0)             | 0    | 0      | 0      |
| Nicolas Birti                        | Belgique    | ?                 | 29/07/1987        | 2003-2012                       | 196 (0)           | 26   | 36     | 2      |
| Patrick Birti                        | Belgique    | ?                 | 5/03/1960         | 1979-1981                       | 0 (0)             | 0    | 0      | 0      |
| Thierry Bleyfusz                     | Belgique    | ?                 | ?                 | 1985-1986                       | 0 (0)             | 0    | 0      | 0      |
| Armand Blutz                         | Belgique    | ?                 | ?                 | 1909-1920                       | 0 (0)             | 0    | 0      | 0      |
| Raphaël Boccardo                     | Belgique    | Attaquant         | 23/09/1976        | 1997-1999                       | 23 (0)            | 8    | 5      | 0      |
| Pascal Bodarwe                       | Belgique    | ?                 | 10/09/1974        | 1993-1994                       | 0 (0)             | 0    | 0      | 0      |
| Fabien Bodeux                        | Belgique    | ?                 | 8/03/1979         | 1998-1999                       | 0 (0)             | 0    | 0      | 0      |
| Oscar Bodeux                         | Belgique    | ?                 | ?                 | 1905-1924                       | 0 (0)             | 0    | 0      | 0      |
| Paolo Bonafe                         | Belgique    | ?                 | 24/01/1951        | 1976-1977                       | 0 (0)             | 0    | 0      | 0      |
| François Bonboire                    | Belgique    | ?                 | 28/09/1968        | 1991-1992                       | 0 (0)             | 0    | 0      | 0      |
| Klaus-Dieter Bone                    | Allemagne   | ?                 | ?                 | 1980-1981                       | 0 (0)             | 0    | 0      | 0      |
| Joseph Bonfond                       | Belgique    | ?                 | 9/01/1957         | 1982-1983                       | 0 (0)             | 0    | 0      | 0      |
| Alain Bongama Bende                  | Belgique    | ?                 | 16/09/1979        | 2000-2001                       | 0 (0)             | 0    | 0      | 0      |
| Étienne Boniver                      | Belgique    | ?                 | 24/04/1963        | 1983-1984                       | 0 (0)             | 0    | 0      | 0      |
| Sylvain Boniver                      | Belgique    | ?                 | 27/09/1965        | 1983-1987                       | 0 (0)             | 0    | 0      | 0      |
| Patrick Bonomi                       | Belgique    | ?                 | 15/10/1965        | 1995-1996                       | 17 (0)            | 1    | 1      | 0      |
| Pierre Bonvoisin                     | Belgique    | ?                 | ?                 | 1956-1960                       | 0 (0)             | 0    | 0      | 0      |
| Eugène Bougnet                       | Belgique    | ?                 | ?                 | 1906-1907                       | 9 (9)             | 2    | 0      | 0      |
| Yves Boulanger                       | Belgique    | ?                 | 3/11/1974         | 1993-1996                       | 9 (0)             | 0    | 0      | 0      |
| Marie-Robin Bounougou-Edoa           | Belgique    | ?                 | 17/06/1981        | 2008-2009                       | 1 (0)             | 0    | 0      | 0      |
| Mohamed Bourabaa                     | Belgique    | ?                 | 16/12/1967        | 2003-2004                       | 1 (0)             | 0    | 0      | 0      |
| Sébastien Bourg                      | Belgique    | ?                 | 30/04/1982        | 2002-2003                       | 7 (0)             | 0    | 0      | 2      |
| Joseph Bourgeois                     | Belgique    | ?                 | ?                 | 1919-1921                       | 0 (0)             | 0    | 0      | 0      |
| Pierre Bourguignon                   | Belgique    | ?                 | 14/04/1965        | 1992-1993                       | 0 (0)             | 0    | 0      | 0      |
| Younes Bourhaba                      | Belgique    | ?                 | 24/05/1987        | 2005-2008                       | 3 (0)             | 0    | 0      | 0      |
| Fouad Bousfia                        | Belgique    | ?                 | 7/01/1988         | 2004-2007                       | 15 (0)            | 1    | 0      | 0      |
| Abert Boutet                         | Belgique    | ?                 | ?                 | 1905-1906                       | 1 (1)             | 0    | 0      | 0      |
| Julien Bragard                       | Belgique    | ?                 | ?                 | 1920-1921                       | 3 (3)             | 0    | 0      | 0      |
| Mathieu Bragard                      | Belgique    | Attaquant         | 10/03/1895        | 1912-1924                       | 0 (0)             | 0    | 0      | 0      |
| Pascal Brayeur                       | Belgique    | ?                 | ?                 | 1919-1926                       | 0 (0)             | 0    | 0      | 0      |
| Bertrand Breuer                      | Belgique    | ?                 | 15/12/1971        | 1994-1995                       | 14 (0)            | 1    | 0      | 0      |
| Paul Breuer                          | Belgique    | ?                 | 17/09/1979        | 1998-2000                       | 2 (0)             | 0    | 0      | 0      |
| Claude Brisbois                      | Belgique    | ?                 | ?                 | 1982-1983                       | 0 (0)             | 0    | 0      | 0      |
| Thomas Brodie                        | Belgique    | ?                 | ?                 | 1925-1926                       | 25 (25)           | 7    | 0      | 0      |
| Thierry Bronckaert                   | Belgique    | ?                 | ?                 | 1986-1987                       | 0 (0)             | 0    | 0      | 0      |
| Cornelius Brown                      | Belgique    | ?                 | ?                 | 1912-1913                       | 5 (5)             | 1    | 0      | 0      |
| Matthew Brown                        | Belgique    | ?                 | 25/12/1984        | 2008-2009                       | 12 (0)            | 2    | 1      | 0      |
| Hendrik Brulmans                     | Belgique    | ?                 | 2/03/1963         | 1992-1996                       | 73 (0)            | 12   | 16     | 2      |
| Dave Bruneel                         | Belgique    | ?                 | 14/03/1975        | 1993-1994                       | 4 (0)             | 0    | 0      | 0      |
| Jean-Marie Bruninx                   | Belgique    | ?                 | 17/04/1962        | 1998-1999                       | 26 (0)            | 7    | 5      | 1      |
| Domenico Bruzzese                    | Belgique    | ?                 | 2/05/1991         | 2011-...                        | 9 (0)             | 0    | 1      | 0      |
| John Buhl                            | Belgique    | ?                 | ?                 | 1919-1920                       | 1 (1)             | 0    | 0      | 0      |
| Christian Burgers                    | Belgique    | ?                 | 8/08/1945         | 1967-1972                       | 0 (0)             | 10   | 0      | 0      |
| Jules Burguet                        | Belgique    | ?                 | ?                 | 1925-1926                       | 1 (1)             | 0    | 0      | 0      |
| Raphaël Burguet                      | Belgique    | ?                 | 24/07/1990        | 2010-2011                       | 1 (0)             | 0    | 0      | 0      |
| Antoni Busch                         | Belgique    | ?                 | 20/01/1973        | 1996-1997                       | 1 (0)             | 0    | 0      | 0      |
| Daniel Butz                          | Belgique    | ?                 | 25/05/1957        | 1986-1989                       | 0 (0)             | 0    | 0      | 0      |

## C
| Joueur               | Nationalité | Position       | Date de naissance | Période(s) | Matches (dont D1) | Buts | Jaunes | Rouges |
| -------------------- | ----------- | -------------- | ----------------- | ---------- | ----------------- | ---- | ------ | ------ |
| Frank Cabergs        | Belgique    | ?              | 20/06/1967        | 1994-1995  | 12 (0)            | 1    | 0      | 0      |
| Manuel Cabezas       | Belgique    | ?              | 13/02/1986        | 2002-2005  | 17 (0)            | 2    | 3      | 0      |
| Gianni Cacciatore    | Belgique    | ?              | 2/03/1987         | 2011-2012  | 4 (0)             | 0    | 0      | 0      |
| Bruno Cadorin        | Belgique    | ?              | 19/02/1934        | 1958-1960  | 0 (0)             | 0    | 0      | 0      |
| Ishak Calisgan       | Belgique    | ?              | 1/01/1992         | 2011-...   | 10 (0)            | 0    | 2      | 0      |
| Stéphane Callegari   | Belgique    | Défenseur      | 9/12/1983         | 2002-2003  | 21 (0)            | 0    | 6      | 0      |
| Franz Carlier        | Belgique    | Attaquant      | 7/07/1924         | 1951-1954  | 0 (0)             | 0    | 0      | 0      |
| Alexandre Caro       | Belgique    | ?              | ?                 | 1912-1914  | 0 (0)             | 0    | 0      | 0      |
| Philippe Caserini    | Belgique    | ?              | 16/06/1969        | 2002-2004  | 38 (0)            | 7    | 10     | 2      |
| Manuel Castela       | Belgique    | ?              | 29/05/1987        | 2003-2010  | 79 (0)            | 13   | 11     | 0      |
| Olivier Castela      | Belgique    | ?              | 3/09/1990         | 2007-2012  | 63 (0)            | 1    | 8      | 1      |
| Julien Cawet         | Belgique    | ?              | 7/09/1979         | 1997-2000  | 16 (0)            | 1    | 1      | 0      |
| Albert Chabottier    | Belgique    | ?              | ?                 | 1983-1984  | 0 (0)             | 0    | 0      | 0      |
| Lucien Chaineux      | Belgique    | ?              | ?                 | 1971-1972  | 0 (0)             | 0    | 0      | 0      |
| Pierre Chandelle     | Belgique    | ?              | 9/06/1959         | 1982-1983  | 0 (0)             | 0    | 0      | 0      |
| Robert Chapey        | Belgique    | ?              | ?                 | 1919-1921  | 0 (0)             | 0    | 0      | 0      |
| Joseph Christiaene   | Belgique    | ?              | ?                 | 1920-1926  | 0 (0)             | 0    | 0      | 0      |
| Edmond Christiaens   | Belgique    | ?              | ?                 | 1905-1906  | 0 (0)             | 0    | 0      | 0      |
| Mucahid Ceylan       | Belgique    | ?              | 13/09/1991        | 2012-...   | 0 (0)             | 0    | 0      | 0      |
| Auguste Colette      | Belgique    | ?              | ?                 | 1905-1907  | 0 (0)             | 0    | 0      | 0      |
| Renaud Collette      | Belgique    | ?              | 6/03/1991         | 2010-2011  | 0 (0)             | 0    | 0      | 0      |
| Théo Collette        | Belgique    | Gardien de but | 6/11/1927         | 1951-1961  | 0 (0)             | 0    | 0      | 0      |
| Martial Collins      | Belgique    | ?              | 7/12/1976         | 1997-1998  | 0 (0)             | 0    | 0      | 0      |
| Franco Concatto      | Belgique    | ?              | ?                 | 1954-1962  | 0 (0)             | 0    | 0      | 0      |
| André Conradt        | Belgique    | ?              | ?                 | 1976-1983  | 0 (0)             | 0    | 0      | 0      |
| Jacques Conradt      | Belgique    | ?              | 17/05/1947        | 1969-1972  | 0 (0)             | 0    | 0      | 0      |
| Olivier Coppenolle   | Belgique    | ?              | 3/11/1978         | 2007-2008  | 0 (0)             | 0    | 0      | 0      |
| Jonathan Coquelle    | Belgique    | ?              | 31/05/1986        | 2011-2012  | 30 (0)            | 4    | 10     | 0      |
| Daniel Cornet        | Belgique    | ?              | ?                 | 1968-1972  | 0 (0)             | 0    | 0      | 0      |
| Charles Cornforth    | Belgique    | ?              | ?                 | 1904-1906  | 0 (0)             | 0    | 0      | 0      |
| Michel Corteil       | Belgique    | ?              | ?                 | 1959-1961  | 0 (0)             | 0    | 0      | 0      |
| Kevin Cossalter      | Belgique    | ?              | 19/04/1985        | 2007-2009  | 29 (0)            | 4    | 2      | 0      |
| Jean Couchard        | Belgique    | ?              | ?                 | 1912-1914  | 0 (0)             | 0    | 0      | 0      |
| Iwan Couturier       | Belgique    | ?              | 8/08/1977         | 2001-2002  | 22 (0)            | 2    | 2      | 0      |
| Robert Cox           | Belgique    | ?              | 13/07/1958        | 1980-1981  | 0 (0)             | 0    | 0      | 0      |
| Maxime Crahay        | Belgique    | ?              | 29/11/1993        | 2012-...   | 0 (0)             | 0    | 0      | 0      |
| Gaston Creischer     | Belgique    | ?              | ?                 | 1906-1907  | 1 (1)             | 0    | 0      | 0      |
| Frédéric Cremasco    | Belgique    | ?              | 26/02/1977        | 2003-2004  | 23 (0)            | 12   | 7      | 0      |
| Raphaël Cremasco     | Belgique    | ?              | 15/05/1977        | 2001-2002  | 25 (0)            | 1    | 2      | 0      |
| Gregory Cremer       | Belgique    | ?              | 19/08/1988        | 2011-2012  | 16 (0)            | 0    | 2      | 0      |
| Fabian Cremers       | Belgique    | Gardien de but | 25/10/1987        | 2008-2011  | 80 (0)            | 0    | 3      | 1      |
| Alain-Pierre Cresson | Belgique    | ?              | 19/08/1967        | 1991-1992  | 0 (0)             | 0    | 0      | 0      |
| Gregory Crits        | Belgique    | ?              | 9/02/1984         | 2006-2008  | 50 (0)            | 6    | 14     | 0      |
| Fabio Crucil         | Italie      | Défenseur      | 29/10/1974        | 2002-2003  | 22 (0)            | 0    | 6      | 1      |
| Fabien Cupers        | Belgique    | ?              | ?                 | 1967-1968  | 0 (0)             | 0    | 0      | 0      |
| Frédéric Curreri     | Belgique    | ?              | 26/06/1984        | 2011-2012  | 10 (0)            | 0    | 3      | 0      |
| Orazio Cutrona       | Belgique    | ?              | 10/10/1965        | 1999-2000  | 24 (0)            | 1    | 3      | 1      |
| Alain Czagiel        | Belgique    | ?              | 22/08/1965        | 1993-1995  | 56 (0)            | 21   | 12     | 1      |

## D
| Joueur                  | Nationalité | Position          | Date de naissance | Période(s)           | Matches (dont D1) | Buts | Jaunes | Rouges |
| ----------------------- | ----------- | ----------------- | ----------------- | -------------------- | ----------------- | ---- | ------ | ------ |
| Thierry Daene           | Belgique    | ?                 | 17/08/1966        | 1988-1990            | 0 (0)             | 0    | 0      | 0      |
| Jean-Philippe D'Affnay  | Belgique    | ?                 | 10/03/1980        | 1999-2000            | 0 (0)             | 0    | 0      | 0      |
| Mourad Dahlal           | Belgique    | ?                 | 2/11/1965         | 1992-1993            | 0 (0)             | 0    | 0      | 0      |
| Serge Dahmen            | Belgique    | ?                 | 1/06/1965         | 1990-1991            | 0 (0)             | 0    | 0      | 0      |
| Claude Dardenne         | Belgique    | Gardien de but    | 6/06/1958         | 1990-1996            | 71 (0)            | 0    | 4      | 0      |
| François Darimont       | Belgique    | ?                 | 27/07/1979        | 1999-2001            | 6 (0)             | 0    | 0      | 0      |
| Jean-François De Jong   | Belgique    | ?                 | 14/01/1968        | 1989-1990            | 0 (0)             | 0    | 0      | 0      |
| Romain De Maria         | Belgique    | ?                 | 30/11/1988        | 2005-2011            | 6 (0)             | 0    | 1      | 0      |
| Kevin Debaty            | Belgique    | Gardien de but    | 12/06/1989        | 2011-2012            | 16 (0)            | 0    | 2      | 1      |
| Lucien Debefve          | Belgique    | ?                 | 21/09/1939        | 1960-1961            | 0 (0)             | 0    | 0      | 0      |
| Guy Deberg              | Belgique    | ?                 | ?                 | 1980-1984            | 0 (0)             | 0    | 0      | 0      |
| Félix Defays            | Belgique    | ?                 | ?                 | 1919-1920            | 5 (5)             | 0    | 0      | 0      |
| Jean-Marc Deflandre     | Belgique    | Défenseur         | 2/08/1975         | 1995-1997            | 18 (0)            | 0    | 1      | 0      |
| Laurent Defour          | Belgique    | ?                 | 29/08/1981        | 2003-2004            | 16 (0)            | 1    | 2      | 0      |
| Albert Degey            | Belgique    | ?                 | ?                 | 1919-1924            | 0 (0)             | 0    | 0      | 0      |
| Ivan Dehaar             | Belgique    | ?                 | ?                 | 1921-1924            | 0 (0)             | 0    | 0      | 0      |
| Lucien Dehaar           | Belgique    | ?                 | ?                 | 1920-1924            | 0 (0)             | 0    | 0      | 0      |
| Didier Delhez           | Belgique    | ?                 | 27/12/1971        | 1993-2000            | 161 (0)           | 36   | 16     | 0      |
| François Delville       | Belgique    | ?                 | 19/10/1987        | 2008-2009            | 1 (0)             | 0    | 0      | 0      |
| Benoît Demarteau        | Belgique    | ?                 | 15/12/1965        | 1982-1987            | 0 (0)             | 0    | 0      | 0      |
| Philippe Demarteau      | Belgique    | ?                 | 22/04/1962        | 1979-1998            | 100 (0)           | 1    | 11     | 2      |
| Robin Demarteau         | Belgique    | ?                 | 16/04/1975        | 2004-2006            | 46 (0)            | 3    | 10     | 0      |
| Jean-François Demonceau | Belgique    | ?                 | 1/08/1974         | 1996-1997            | 10 (0)            | 0    | 0      | 0      |
| Joseph Derance          | Belgique    | ?                 | ?                 | 1904-1905            | 2 (2)             | 0    | 0      | 0      |
| Antoine Deru            | Belgique    | ?                 | ?                 | 1906-1907            | 6 (6)             | 0    | 0      | 0      |
| Philippe Derwa          | Belgique    | ?                 | 15/08/1963        | 1992-1993            | 0 (0)             | 0    | 0      | 0      |
| Pierre Destexhe         | Belgique    | ?                 | 16/07/1969        | 1991-1992            | 0 (0)             | 0    | 0      | 0      |
| Alain Dethier           | Belgique    | ?                 | 19/05/1980        | 1998-1999, 2000-2001 | 1 (0)             | 0    | 0      | 0      |
| Alfred Dethiou          | Belgique    | ?                 | ?                 | 1901-1903            | 0 (0)             | 0    | 0      | 0      |
| Marcel Dethiou          | Belgique    | ?                 | ?                 | 1900-1901            | 11 (11)           | 0    | 0      | 0      |
| Félix Devaux            | Belgique    | ?                 | ?                 | 1903-1907            | 0 (0)             | 0    | 0      | 0      |
| Moussa Diallo           | Belgique    | ?                 | 20/11/1990        | 2010-2011            | 25 (0)            | 6    | 0      | 0      |
| Ludovic Diaz Sanchez    | Belgique    | ?                 | 4/02/1986         | 2008-2011            | 38 (0)            | 4    | 3      | 0      |
| Ivan Dinon              | Belgique    | ?                 | ?                 | 1912-1914            | 0 (0)             | 0    | 0      | 0      |
| Stéphane Dodemont       | Belgique    | ?                 | 20/08/1974        | 1995-1996            | 8 (0)             | 1    | 0      | 0      |
| Lucien Dodinval         | Belgique    | ?                 | ?                 | 1904-1905            | 4 (4)             | 0    | 0      | 0      |
| Boris Dome              | Belgique    | Gardien de but    | 30/09/1979        | 1999-2000            | 5 (0)             | 0    | 0      | 0      |
| Nicolas Doneux          | Belgique    | ?                 | 1/06/1992         | 2012-...             | 0 (0)             | 0    | 0      | 0      |
| Loic Donnay             | Belgique    | ?                 | 27/09/1994        | 2011-2012            | 0 (0)             | 0    | 0      | 0      |
| Lonsana Doumbouya       | Belgique    | ?                 | 26/09/1990        | 2012-...             | 0 (0)             | 0    | 0      | 0      |
| Pierre Drouguet         | Belgique    | Gardien de but    | 2/05/1962         | 1999-2003            | 96 (0)            | 0    | 3      | 0      |
| Kevin Dupont            | Belgique    | ?                 | 17/12/1993        | 2012-...             | 0 (0)             | 0    | 0      | 0      |
| Nedzad Duracak          | Belgique    | ?                 | 2/10/1966         | 1992-1995            | 51 (0)            | 2    | 4      | 0      |
| Sébastien Duthoo        | Belgique    | Milieu de terrain | 15/07/1983        | 2004-2006            | 16 (0)            | 0    | 1      | 0      |
| Johan Dzeprailidis      | Belgique    | ?                 | 20/12/1993        | 2011-2012            | 5 (0)             | 0    | 0      | 1      |

## E
| Joueur              | Nationalité | Position          | Date de naissance | Période(s) | Matches (dont D1) | Buts | Jaunes | Rouges |
| ------------------- | ----------- | ----------------- | ----------------- | ---------- | ----------------- | ---- | ------ | ------ |
| Jean-Marie Ebalanka | Belgique    | ?                 | 4/03/1969         | 1997-1998  | 23 (0)            | 0    | 4      | 0      |
| Najib El Abbadi     | Belgique    | Attaquant         | 7/03/1981         | 2009-2010  | 17 (0)            | 3    | 0      | 0      |
| Hicham El Alaoui    | Belgique    | ?                 | 18/04/1988        | 2011-2012  | 21 (0)            | 0    | 4      | 1      |
| Jean-Paul Elias     | Belgique    | ?                 | 2/08/1960         | 1981-1984  | 0 (0)             | 0    | 0      | 0      |
| Didier Ernst        | Belgique    | Milieu de terrain | 15/09/1971        | 2005-2007  | 50 (0)            | 1    | 7      | 1      |
| Dominique Esposito  | Belgique    | ?                 | 13/09/1988        | 2007-2009  | 4 (0)             | 1    | 1      | 0      |
| Frank Esser         | Belgique    | ?                 | 12/10/1958        | 1980-1984  | 0 (0)             | 0    | 0      | 0      |
| Maurice Étienne     | Belgique    | ?                 | ?                 | 1919-1928  | 0 (0)             | 0    | 0      | 0      |
| Richard Evans       | Belgique    | ?                 | ?                 | 1912-1913  | 22 (22)           | 13   | 0      | 0      |
| David Evrard        | Belgique    | ?                 | 24/02/1977        | 1997-1999  | 5 (0)             | 1    | 0      | 0      |
| Jean-Guy Eyckmans   | Belgique    | ?                 | 26/05/1962        | 1985-1987  | 0 (0)             | 0    | 0      | 0      |

## F
| Joueur               | Nationalité | Position          | Date de naissance | Période(s) | Matches (dont D1) | Buts | Jaunes | Rouges |
| -------------------- | ----------- | ----------------- | ----------------- | ---------- | ----------------- | ---- | ------ | ------ |
| James Fabry          | Belgique    | ?                 | 28/08/1893        | 1912-1924  | 0 (0)             | 0    | 0      | 0      |
| Frederick Fagnoul    | Belgique    | ?                 | 9/05/1967         | 1994-1995  | 22 (0)            | 5    | 4      | 0      |
| Jean-Claude Fassotte | Belgique    | ?                 | 29/09/1947        | 1982-1983  | 0 (0)             | 0    | 0      | 0      |
| Alain Fatzaun        | Belgique    | ?                 | ?                 | 1968-1972  | 0 (0)             | 0    | 0      | 0      |
| Ali Faye             | Belgique    | ?                 | 10/10/1972        | 1999-2000  | 3 (0)             | 0    | 1      | 0      |
| Alain Fays           | Belgique    | ?                 | 21/05/1960        | 1991-1992  | 0 (0)             | 0    | 0      | 0      |
| Brian Fays           | Belgique    | ?                 | 17/04/1990        | 2008-2010  | 5 (0)             | 0    | 0      | 0      |
| Remacle Felterre     | Belgique    | ?                 | ?                 | 1925-1926  | 25 (25)           | 1    | 0      | 0      |
| Jordan Feltesse      | Belgique    | ?                 | 22/02/1993        | 2012-...   | 0 (0)             | 0    | 0      | 0      |
| Antonio Ferrante     | Belgique    | ?                 | 19/04/1970        | 1996-1998  | 6 (0)             | 0    | 0      | 0      |
| Sébastien Ferrara    | Belgique    | ?                 | 15/08/1992        | 2011-2012  | 4 (0)             | 0    | 0      | 0      |
| Alain Fillieux       | Belgique    | ?                 | 30/04/1964        | 1985-1991  | 0 (0)             | 0    | 0      | 0      |
| Julian Fillieux      | Belgique    | ?                 | 7/10/1991         | 2009-2012  | 22 (0)            | 0    | 0      | 0      |
| Christian Fitschy    | Belgique    | ?                 | 20/05/1972        | 1990-1992  | 0 (0)             | 0    | 0      | 0      |
| Jean Fluhr           | Belgique    | ?                 | ?                 | 1959-1972  | 0 (0)             | 0    | 0      | 0      |
| Ronald Foguenne      | Belgique    | Milieu de terrain | 10/08/1970        | 2003-2005  | 44 (0)            | 6    | 6      | 0      |
| Georges Follet       | Belgique    | ?                 | ?                 | 1903-1907  | 0 (0)             | 0    | 0      | 0      |
| Joseph Follet        | Belgique    | ?                 | ?                 | 1903-1907  | 0 (0)             | 0    | 0      | 0      |
| Quentin Forthomme    | Belgique    | ?                 | 1/04/1985         | 2006-2007  | 24 (0)            | 8    | 2      | 0      |
| Joseph Franck        | Belgique    | ?                 | ?                 | 1919-1928  | 0 (0)             | 0    | 0      | 0      |
| Raymond Franssen     | Belgique    | ?                 | ?                 | 1957-1961  | 0 (0)             | 0    | 0      | 0      |
| Fabrice Frebel       | Belgique    | ?                 | 27/12/1972        | 1991-1994  | 3 (0)             | 0    | 0      | 0      |
| Ayrton Froidbise     | Belgique    | ?                 | 9/05/1989         | 2007-2008  | 0 (0)             | 0    | 0      | 0      |

## G
| Joueur                 | Nationalité | Position          | Date de naissance | Période(s)           | Matches (dont D1) | Buts | Jaunes | Rouges |
| ---------------------- | ----------- | ----------------- | ----------------- | -------------------- | ----------------- | ---- | ------ | ------ |
| Rene Gabriel           | Belgique    | ?                 | ?                 | 1970-1971            | 0 (0)             | 0    | 0      | 0      |
| Michaël Galan Orchida  | Belgique    | ?                 | 4/11/1979         | 2003-2004            | 4 (0)             | 0    | 1      | 0      |
| Alvaro Galindo         | Belgique    | ?                 | ?                 | 1971-1972            | 0 (0)             | 0    | 0      | 0      |
| Gaëtan Gallo           | Belgique    | ?                 | 9/01/1981         | 2001-2004            | 59 (0)            | 1    | 3      | 1      |
| Bekim Ganiu            | Macédoine   | Défenseur         | 15/04/1972        | 1993-1994            | 28 (0)            | 1    | 0      | 0      |
| Philippe Garot         | Belgique    | Attaquant         | 30/11/1948        | 1967-1971            | 0 (0)             | 13   | 0      | 0      |
| Albert George          | Belgique    | ?                 | ?                 | 1919-1926            | 0 (0)             | 0    | 0      | 0      |
| Benoît Georis          | Belgique    | ?                 | 22/06/1966        | 1990-1992            | 0 (0)             | 0    | 0      | 0      |
| Jean-Philippe Gérard   | Belgique    | ?                 | 31/08/1980        | 1997-1999, 2000-2001 | 10 (0)            | 0    | 0      | 0      |
| Miguel Gereduz-Agapito | Belgique    | ?                 | 28/02/1960        | 1980-1987            | 0 (0)             | 0    | 0      | 0      |
| Léon Gérome            | Belgique    | ?                 | ?                 | 1925-1926            | 11 (11)           | 2    | 0      | 0      |
| Isidore Gillet         | Belgique    | ?                 | ?                 | 1920-1926            | 0 (0)             | 0    | 0      | 0      |
| Jean-Louis Gillet      | Belgique    | ?                 | 17/05/1954        | 1981-1982            | 0 (0)             | 0    | 0      | 0      |
| Patrick Gilson         | Belgique    | ?                 | 10/03/1958        | 1983-1984            | 0 (0)             | 0    | 0      | 0      |
| Sandro Giovannini      | Belgique    | ?                 | 15/08/1958        | 1979-1980            | 0 (0)             | 0    | 0      | 0      |
| Diego Giunta           | Belgique    | ?                 | 29/12/1970        | 1990-1991            | 0 (0)             | 0    | 0      | 0      |
| Désiré Godart          | Belgique    | ?                 | ?                 | 1900-1901            | 14 (14)           | 0    | 0      | 0      |
| Grégory Godin          | Belgique    | ?                 | 5/11/1988         | 2006-2009            | 11 (0)            | 0    | 1      | 0      |
| Léonard Gorissen       | Belgique    | Attaquant         | 3/01/1938         | 1955-1962            | 0 (0)             | 0    | 0      | 0      |
| Jean Gotal             | Belgique    | ?                 | ?                 | 1971-1972            | 0 (0)             | 0    | 0      | 0      |
| Gilbert Govaert        | Belgique    | Milieu de terrain | 14/12/1951        | 1982-1983            | 0 (0)             | 0    | 0      | 0      |
| Wilfrid Grandisson     | France      | Attaquant         | 11/02/1986        | 2011-2012            | 9 (0)             | 1    | 1      | 0      |
| Charles Grandjean      | Belgique    | ?                 | 3/02/1938         | 1960-1961            | 5 (5)             | 0    | 0      | 0      |
| Robert Grandjean       | Belgique    | ?                 | ?                 | 1900-1905            | 0 (0)             | 0    | 0      | 0      |
| Maxime Grégoire        | Belgique    | ?                 | 24/02/1988        | 2006-2012            | 58 (0)            | 1    | 2      | 1      |
| Raoul Grenade          | Belgique    | ?                 | ?                 | 1900-1902, 1904-1905 | 0 (0)             | 0    | 0      | 0      |
| Gvidas Grigas          | Belgique    | ?                 | 19/01/1980        | 2012-...             | 0 (0)             | 0    | 0      | 0      |
| Maurice Grignard       | Belgique    | ?                 | ?                 | 1912-1914            | 0 (0)             | 0    | 0      | 0      |
| Christian Grivegnee    | Belgique    | ?                 | 11/06/1948        | 1969-1980            | 0 (0)             | 0    | 0      | 0      |
| Fernand Groeteclaes    | Belgique    | ?                 | ?                 | 1919-1920            | 1 (1)             | 0    | 0      | 0      |
| Julien Grosjean        | Belgique    | ?                 | 19/03/1987        | 2006-2008            | 1 (0)             | 0    | 0      | 0      |
| Roger Gruselin         | Belgique    | ?                 | 29/10/1960        | 1983-1986            | 0 (0)             | 0    | 0      | 0      |
| Marco Guidone          | Belgique    | ?                 | 17/05/1986        | 2008-2009            | 30 (0)            | 17   | 2      | 0      |
| Sedat Gulsuyu          | Belgique    | ?                 | 26/04/1977        | 1997-1998            | 0 (0)             | 0    | 0      | 0      |
| Marc Gustin            | Belgique    | ?                 | 13/09/1943        | 1967-1971            | 0 (0)             | 0    | 0      | 0      |
| Fernando Gutierrez     | Belgique    | ?                 | 10/08/1970        | 1995-1996            | 17 (0)            | 0    | 3      | 0      |

## H
| Joueur                | Nationalité | Position | Date de naissance | Période(s)           | Matches (dont D1) | Buts | Jaunes | Rouges |
| --------------------- | ----------- | -------- | ----------------- | -------------------- | ----------------- | ---- | ------ | ------ |
| Peter Haag            | Belgique    | ?        | ?                 | 1970-1971            | 0 (0)             | 0    | 0      | 0      |
| Michel Hackens        | Belgique    | ?        | 19/06/1963        | 1990-1991            | 0 (0)             | 0    | 0      | 0      |
| Marc Hagelstein       | Belgique    | ?        | 15/02/1963        | 1983-1984            | 0 (0)             | 0    | 0      | 0      |
| Ludovic Halleux       | Belgique    | ?        | ?                 | 1904-1906            | 0 (0)             | 0    | 0      | 0      |
| Marcel Halleux        | Belgique    | ?        | ?                 | 1919-1928            | 0 (0)             | 0    | 0      | 0      |
| Emile Hamar           | Belgique    | ?        | 10/02/1970        | 1995-1996            | 28 (0)            | 8    | 3      | 1      |
| Guy Hanquet           | Belgique    | ?        | 12/01/1987        | 2006-2007            | 1 (0)             | 0    | 0      | 0      |
| Fernand Hansenne      | Belgique    | ?        | ?                 | 1912-1914            | 0 (0)             | 0    | 0      | 0      |
| Jérome Hariga         | Belgique    | ?        | 10/09/1991        | 2009-2011            | 1 (0)             | 0    | 0      | 0      |
| Fernand Hauzeur       | Belgique    | ?        | ?                 | 1902-1903, 1904-1905 | 0 (0)             | 0    | 0      | 0      |
| François Hendricks    | Belgique    | ?        | 4/01/1967         | 1985-1999            | 36 (0)            | 2    | 2      | 0      |
| Clément Hendrickx     | Belgique    | ?        | ?                 | 1912-1923            | 0 (0)             | 0    | 0      | 0      |
| Maxime Hennicot       | Belgique    | ?        | ?                 | 1925-1926            | 5 (5)             | 0    | 0      | 0      |
| Jean-Marc Hennin      | Belgique    | ?        | 6/06/1965         | 1985-1987            | 0 (0)             | 0    | 0      | 0      |
| Frédéric Herinckx     | Belgique    | ?        | 9/03/1977         | 2005-2007            | 34 (0)            | 4    | 4      | 0      |
| Hubert Herman         | Belgique    | ?        | 24/04/1957        | 1976-1977            | 0 (0)             | 0    | 0      | 0      |
| Gilles Heuse          | Belgique    | ?        | ?                 | 1958-1963            | 0 (0)             | 0    | 0      | 0      |
| Jean-Claude Hick      | Belgique    | ?        | 30/06/1974        | 1994-1996            | 8 (0)             | 0    | 0      | 0      |
| Maurice Hotermans     | Belgique    | ?        | ?                 | 1912-1924            | 0 (0)             | 0    | 0      | 0      |
| Max Houben            | Belgique    | ?        | ?                 | 1919-1926            | 0 (0)             | 0    | 0      | 0      |
| Andranik Hovhannisyan | Belgique    | ?        | 17/05/1988        | 2009-2010            | 7 (0)             | 0    | 3      | 0      |
| Boris Hungs           | Belgique    | ?        | 8/02/1994         | 2012-...             | 0 (0)             | 0    | 0      | 0      |
| Olivier Huttmacher    | Belgique    | ?        | 29/01/1975        | 1996-1997            | 6 (0)             | 0    | 0      | 0      |
| Ange Huygens          | Belgique    | ?        | ?                 | 1912-1913            | 1 (1)             | 0    | 0      | 0      |

## I
| Joueur           | Nationalité | Position          | Date de naissance | Période(s) | Matches (dont D1) | Buts | Jaunes | Rouges |
| ---------------- | ----------- | ----------------- | ----------------- | ---------- | ----------------- | ---- | ------ | ------ |
| Nicolas Inama    | Belgique    | ?                 | 3/09/1986         | 2006-2007  | 0 (0)             | 0    | 0      | 0      |
| Mikail Ince      | Belgique    | ?                 | 17/12/1982        | 2002-2003  | 8 (0)             | 1    | 0      | 0      |
| Marco Ingrao     | Belgique    | Milieu de terrain | 26/07/1982        | 2012-...   | 0 (0)             | 0    | 0      | 0      |
| Lucien Ipan-Mozu | Belgique    | ?                 | 29/06/1972        | 2004-2007  | 59 (0)            | 3    | 13     | 2      |
| René Irgel       | Belgique    | ?                 | 25/10/1927        | 1959-1962  | 0 (0)             | 0    | 0      | 0      |

## J
| Joueur              | Nationalité | Position | Date de naissance | Période(s) | Matches (dont D1) | Buts | Jaunes | Rouges |
| ------------------- | ----------- | -------- | ----------------- | ---------- | ----------------- | ---- | ------ | ------ |
| Pascal Jacquemin    | Belgique    | ?        | 17/10/1970        | 2004-2007  | 83 (0)            | 2    | 0      | 0      |
| Marcel Jacquet      | Belgique    | ?        | ?                 | 1948-1953  | 0 (0)             | 0    | 0      | 0      |
| Maurice Jacquet     | Belgique    | ?        | ?                 | 1903-1907  | 0 (0)             | 0    | 0      | 0      |
| Arthur James        | Belgique    | ?        | ?                 | 1912-1913  | 22 (22)           | 7    | 0      | 0      |
| Rene Janszky        | Belgique    | ?        | 2/03/1961         | 1980-1990  | 0 (0)             | 0    | 0      | 0      |
| Julien Jaspar       | Belgique    | ?        | 23/01/1986        | 2003-2008  | 21 (0)            | 0    | 2      | 0      |
| Medhi Jebbour       | Belgique    | ?        | 13/07/1978        | 1999-2000  | 25 (0)            | 6    | 3      | 0      |
| Willy Jenicot       | Belgique    | ?        | ?                 | 1913-1924  | 0 (0)             | 0    | 0      | 0      |
| Henri Jeunehomme    | Belgique    | ?        | ?                 | 1925-1926  | 10 (10)           | 0    | 0      | 0      |
| Francis Joie        | Belgique    | ?        | ?                 | 1960-1963  | 0 (0)             | 0    | 0      | 0      |
| Louis Jonckers      | Belgique    | ?        | ?                 | 1912-1913  | 3 (3)             | 0    | 0      | 0      |
| Jean Josse          | Belgique    | ?        | ?                 | 1925-1926  | 1 (1)             | 0    | 0      | 0      |
| Pauclair Jouda      | Belgique    | ?        | 5/05/1979         | 1998-1999  | 2 (0)             | 0    | 1      | 0      |
| Sébastien Jovanovic | Belgique    | ?        | 26/09/1976        | 1996-1997  | 5 (0)             | 0    | 0      | 0      |
| Alphonse Jungbluth  | Belgique    | ?        | ?                 | 1923-1926  | 0 (0)             | 0    | 0      | 0      |

## K
| Joueur               | Nationalité | Position  | Date de naissance | Période(s) | Matches (dont D1) | Buts | Jaunes | Rouges |
| -------------------- | ----------- | --------- | ----------------- | ---------- | ----------------- | ---- | ------ | ------ |
| Anawina Kabangu      | Belgique    | ?         | 28/04/1987        | 2009-2011  | 37 (0)            | 8    | 4      | 0      |
| Stanislas Kalamba    | Belgique    | ?         | ?                 | 1960-1961  | 10 (10)           | 3    | 0      | 0      |
| Pierre Kasongo       | Belgique    | ?         | ?                 | 1960-1965  | 0 (0)             | 0    | 0      | 0      |
| Elmar Keutgen        | Belgique    | ?         | ?                 | 1971-1972  | 0 (0)             | 0    | 0      | 0      |
| Haroun Sai Ki Vieira | Belgique    | ?         | 30/12/1991        | 2012-...   | 0 (0)             | 0    | 0      | 0      |
| Donatien Kimoni      | Belgique    | ?         | 7/10/1973         | 2000-2003  | 78 (0)            | 24   | 9      | 0      |
| Patrice Kimoni       | Belgique    | ?         | ?                 | 1960-1968  | 7 (7)             | 0    | 0      | 0      |
| Joseph Kinet         | Belgique    | ?         | ?                 | 1960-1961  | 0 (0)             | 0    | 0      | 0      |
| Jacques Kingambo     | Belgique    | ?         | 4/01/1962         | 1995-1998  | 80 (0)            | 3    | 5      | 0      |
| Dimitri Kiss         | Belgique    | ?         | 14/01/1981        | 2000-2001  | 0 (0)             | 0    | 0      | 0      |
| Albert Klein         | Belgique    | ?         | ?                 | 1920-1926  | 0 (0)             | 0    | 0      | 0      |
| Fabrice Kleyntssens  | Belgique    | ?         | 31/10/1973        | 1989-1993  | 1 (0)             | 0    | 0      | 0      |
| Geert Knapen         | Belgique    | Attaquant | 20/12/1972        | 2003-2006  | 49 (0)            | 15   | 5      | 0      |
| Ocktay Koc           | Belgique    | ?         | 28/09/1984        | 2001-2002  | 0 (0)             | 0    | 0      | 0      |
| Albert Kohl          | Belgique    | ?         | ?                 | 1913-1921  | 0 (0)             | 0    | 0      | 0      |
| Joseph Krampf        | Belgique    | ?         | ?                 | 1903-1907  | 0 (0)             | 0    | 0      | 0      |
| Jean-Pierre Krings   | Belgique    | ?         | 6/12/1951         | 1970-1972  | 0 (0)             | 0    | 0      | 0      |

## L
| Joueur                | Nationalité                      | Position       | Date de naissance | Période(s)           | Matches (dont D1) | Buts | Jaunes | Rouges |
| --------------------- | -------------------------------- | -------------- | ----------------- | -------------------- | ----------------- | ---- | ------ | ------ |
| Mounir Laayoune       | Belgique                         | ?              | 3/08/1981         | 2002-2003            | 3 (0)             | 0    | 0      | 0      |
| Marcel Lacroix        | Belgique                         | ?              | ?                 | 1913-1920            | 0 (0)             | 0    | 0      | 0      |
| Jérome Lahaque        | Belgique                         | ?              | 31/08/1991        | 2008-2012            | 86 (0)            | 0    | 15     | 2      |
| George Lambert        | Belgique                         | ?              | ?                 | 1971-1972            | 0 (0)             | 0    | 0      | 0      |
| Léon Lambert          | Belgique                         | ?              | ?                 | 1954-1961            | 0 (0)             | 0    | 0      | 0      |
| Ludovic Lambert       | Belgique                         | ?              | 2/06/1980         | 1998-1999            | 0 (0)             | 0    | 0      | 0      |
| Michaël Lambert       | Belgique                         | ?              | 17/12/1985        | 2004-2007            | 9 (0)             | 0    | 2      | 0      |
| Raoul Lambinon        | Belgique                         | ?              | 19/08/1919        | 1949-1955            | 0 (0)             | 0    | 0      | 0      |
| Christian Landu-Tubi  | République démocratique du Congo | Attaquant      | 11/07/1984        | 2012-...             | 0 (0)             | 0    | 0      | 0      |
| Émeric Langer         | Belgique                         | ?              | 26/01/1989        | 2009-2010            | 1 (0)             | 0    | 0      | 0      |
| Senam Langueh         | Togo                             | Défenseur      | 23/02/1979        | 1998-2002            | 88 (0)            | 6    | 7      | 0      |
| Vincent Lanoix        | Belgique                         | ?              | 28/02/1986        | 2008-2009            | 16 (0)            | 1    | 3      | 1      |
| Raymond Laoureux      | Belgique                         | ?              | ?                 | 1905-1907            | 0 (0)             | 0    | 0      | 0      |
| Ronan Le Bohec        | Belgique                         | ?              | 21/10/1970        | 1997-2002            | 101 (0)           | 8    | 28     | 6      |
| Michaël Lebe          | Belgique                         | ?              | 22/05/1984        | 2004-2006            | 35 (0)            | 6    | 0      | 0      |
| Pierre Lebeau         | Belgique                         | ?              | 10/12/1991        | 2010-2011            | 3 (0)             | 0    | 1      | 0      |
| Yannick Lecler        | Belgique                         | ?              | 17/10/1974        | 1993-1996            | 2 (0)             | 0    | 0      | 0      |
| Franz Lecloux         | Belgique                         | ?              | ?                 | 1903-1907            | 0 (0)             | 0    | 0      | 0      |
| Jean-François Lecomte | Belgique                         | Gardien de but | 17/11/1968        | 2003-2004            | 27 (0)            | 0    | 6      | 0      |
| Daniel Leentjes       | Belgique                         | ?              | ?                 | 1971-1972            | 0 (0)             | 0    | 0      | 0      |
| Jonathan Lefèvre      | Belgique                         | ?              | 9/12/1986         | 2010-2011            | 30 (0)            | 0    | 3      | 1      |
| Christian Lefief      | Belgique                         | ?              | 13/01/1965        | 1983-1984            | 0 (0)             | 0    | 0      | 0      |
| Cédric Lehance        | Belgique                         | ?              | 21/01/1979        | 1997-2001            | 10 (0)            | 0    | 0      | 0      |
| Jean Lejeune          | Belgique                         | ?              | ?                 | 1923-1926            | 0 (0)             | 0    | 0      | 0      |
| Pierre Lejeune        | Belgique                         | ?              | 14/08/1992        | 2012-...             | 0 (0)             | 0    | 0      | 0      |
| Marc Lejoncq          | Belgique                         | ?              | 8/05/1964         | 1982-1983            | 0 (0)             | 0    | 0      | 0      |
| Yves Leloux           | Belgique                         | ?              | 22/01/1974        | 1994-1995            | 0 (0)             | 0    | 0      | 0      |
| Guy-Guy Lema          | Belgique                         | ?              | 10/10/1990        | 2012-...             | 0 (0)             | 0    | 0      | 0      |
| Jonathan Lemaire      | Belgique                         | ?              | 9/02/1984         | 2004-2008            | 20 (0)            | 0    | 2      | 0      |
| Philippe Lemaire      | Belgique                         | ?              | 27/10/1960        | 1979-1987            | 0 (0)             | 0    | 0      | 0      |
| Francis Lemmens       | Belgique                         | ?              | 3/09/1954         | 1979-1980            | 0 (0)             | 0    | 0      | 0      |
| Marc Lemmens          | Belgique                         | ?              | 14/02/1964        | 1990-1991            | 0 (0)             | 0    | 0      | 0      |
| Raphaël Lemmens       | Belgique                         | ?              | 10/02/1979        | 1997-1998            | 1 (0)             | 0    | 0      | 0      |
| Guy Léonard           | Belgique                         | ?              | 9/11/1946         | 1967-1981            | 0 (0)             | 0    | 0      | 0      |
| Thibaut Léonard       | Belgique                         | ?              | 23/07/1993        | 2011-2012            | 0 (0)             | 0    | 0      | 0      |
| Jacques Lepage        | Belgique                         | ?              | ?                 | 1971-1972            | 0 (0)             | 0    | 0      | 0      |
| Richard Leroux        | Belgique                         | ?              | ?                 | 1967-1972            | 0 (0)             | 0    | 0      | 0      |
| Nicolas Libert        | Belgique                         | ?              | ?                 | 1920-1921            | 3 (3)             | 1    | 0      | 0      |
| Guy Lilien            | Belgique                         | ?              | ?                 | 1957-1959            | 0 (0)             | 0    | 0      | 0      |
| Rene Lilien           | Belgique                         | ?              | ?                 | 1922-1926            | 0 (0)             | 0    | 0      | 0      |
| Georges Limbioul      | Belgique                         | ?              | 26/06/1959        | 1986-1987            | 0 (0)             | 0    | 0      | 0      |
| Florian Limbourg      | Belgique                         | ?              | 16/05/1986        | 2002-2012            | 248 (0)           | 23   | 29     | 2      |
| Maxime Limbourg       | Belgique                         | ?              | 5/09/1993         | 2011-2012            | 11 (0)            | 0    | 2      | 0      |
| René Linon            | Belgique                         | ?              | ?                 | 1901-1902            | 0 (0)             | 0    | 0      | 0      |
| Alain Linsmeau        | Belgique                         | ?              | 23/12/1958        | 1982-1983            | 0 (0)             | 0    | 0      | 0      |
| Giuseppe Lo Bello     | Belgique                         | ?              | 27/12/1979        | 2000-2002, 2004-2005 | 67 (0)            | 59   | 6      | 0      |
| André Lognoul         | Belgique                         | ?              | 3/08/1953         | 1974-1975            | 0 (0)             | 0    | 0      | 0      |
| Anthony Lorenzon      | Belgique                         | ?              | 7/08/1987         | 2008-2011            | 66 (0)            | 14   | 7      | 2      |
| Badawassi Lorie       | Belgique                         | ?              | 7/11/1980         | 2003-2004            | 8 (0)             | 1    | 3      | 0      |
| Hubert Lormans        | Belgique                         | ?              | ?                 | 1954-1960            | 0 (0)             | 0    | 0      | 0      |
| Maurice Louis         | Belgique                         | ?              | ?                 | 1922-1928            | 0 (0)             | 0    | 0      | 0      |
| Antonio Ludovico      | Belgique                         | ?              | 12/11/1955        | 1985-1986            | 0 (0)             | 0    | 0      | 0      |
| Guerni Lusinga        | Belgique                         | ?              | 1/01/1988         | 2009-2010            | 12 (0)            | 2    | 0      | 0      |

## M
| Joueur               | Nationalité | Position          | Date de naissance | Période(s) | Matches (dont D1) | Buts | Jaunes | Rouges |
| -------------------- | ----------- | ----------------- | ----------------- | ---------- | ----------------- | ---- | ------ | ------ |
| Sébastien Mack       | Belgique    | ?                 | 12/09/1984        | 2006-2010  | 58 (0)            | 4    | 6      | 0      |
| Jean-Marie Maillard  | Belgique    | ?                 | 9/12/1952         | 1979-1981  | 0 (0)             | 0    | 0      | 0      |
| Léon Malmendier      | Belgique    | ?                 | ?                 | 1982-1983  | 0 (0)             | 0    | 0      | 0      |
| Ivan Marchandise     | Belgique    | Défenseur         | 23/02/1967        | 1994-1995  | 24 (0)            | 3    | 4      | 0      |
| Albert Maréchal      | Belgique    | ?                 | ?                 | 1983-1984  | 0 (0)             | 0    | 0      | 0      |
| Jérome Maréchal      | Belgique    | ?                 | 25/08/1979        | 2007-2008  | 1 (0)             | 0    | 0      | 0      |
| Yves Marin           | Belgique    | ?                 | 5/06/1969         | 1992-1999  | 44 (0)            | 10   | 3      | 0      |
| Jean-Paul Marique    | Belgique    | ?                 | 12/01/1949        | 1968-1972  | 0 (0)             | 0    | 0      | 0      |
| Philippe Marlet      | Belgique    | ?                 | 27/01/1960        | 1985-1986  | 0 (0)             | 0    | 0      | 0      |
| Roger Martin         | Belgique    | ?                 | ?                 | 1969-1972  | 0 (0)             | 0    | 0      | 0      |
| Marvin Martinon      | Belgique    | ?                 | 20/07/1989        | 2011-2012  | 10 (0)            | 1    | 4      | 0      |
| Benoît Masset        | Belgique    | Défenseur         | 29/06/1990        | 2011-...   | 10 (0)            | 1    | 3      | 0      |
| Lionel Massin        | Belgique    | ?                 | 26/11/1983        | 2003-2005  | 1 (0)             | 0    | 0      | 0      |
| Loïc Masson          | Belgique    | ?                 | 20/09/1989        | 2008-2010  | 5 (0)             | 0    | 0      | 0      |
| Miguel Matinungina   | Belgique    | ?                 | 19/09/1984        | 2002-2009  | 26 (0)            | 1    | 8      | 0      |
| Jules Mayné          | Belgique    | Gardien de but    | 15/08/1892        | 1921-1922  | 0 (0)             | 0    | 0      | 0      |
| Biboko Mayola        | Belgique    | ?                 | 22/03/1985        | 2012-...   | 0 (0)             | 0    | 0      | 0      |
| August Mercelis      | Belgique    | ?                 | 19/08/1928        | 1954-1960  | 0 (0)             | 0    | 0      | 0      |
| Zéki Mert            | Belgique    | ?                 | 4/01/1978         | 2002-2003  | 12 (0)            | 0    | 2      | 0      |
| Armand Mertens       | Belgique    | ?                 | ?                 | 1959-1961  | 0 (0)             | 0    | 0      | 0      |
| Anthony Mertz        | Belgique    | ?                 | 11/07/1988        | 2006-2012  | 109 (0)           | 3    | 19     | 3      |
| Alain Meunier        | Belgique    | ?                 | 23/04/1971        | 1990-1991  | 0 (0)             | 0    | 0      | 0      |
| Karim M'Goghi        | Belgique    | Milieu de terrain | 17/04/1971        | 1998-1999  | 15 (0)            | 5    | 1      | 1      |
| Raphaël Miceli       | Belgique    | Milieu de terrain | 30/04/1976        | 2002-2004  | 24 (0)            | 4    | 5      | 1      |
| Jean-Claude Milleur  | Belgique    | ?                 | ?                 | 1967-1968  | 0 (0)             | 0    | 0      | 0      |
| Marco Minelli        | Belgique    | ?                 | 11/05/1967        | 1995-1996  | 6 (0)             | 0    | 0      | 0      |
| Éric Mira            | Belgique    | ?                 | 27/12/1964        | 1991-1992  | 0 (0)             | 0    | 0      | 0      |
| Stéphane Molnar      | Belgique    | ?                 | 27/08/1973        | 2003-2004  | 24 (0)            | 1    | 6      | 0      |
| Joël Mololi          | Belgique    | ?                 | 16/12/1987        | 2007-2010  | 44 (0)            | 5    | 4      | 0      |
| Didier Monczuk       | Belgique    | ?                 | ?                 | 1999-2000  | 4 (0)             | 2    | 0      | 0      |
| Alexandro Montagnino | Belgique    | ?                 | 25/05/1987        | 2007-2008  | 0 (0)             | 0    | 0      | 0      |
| Yoan Moos            | Belgique    | ?                 | 9/03/1984         | 2004-2005  | 4 (0)             | 0    | 0      | 0      |
| Alexander Mosgovoï   | Belgique    | ?                 | 20/10/1966        | 1997-1999  | 6 (0)             | 0    | 1      | 0      |
| Henrik Mottoul       | Belgique    | ?                 | 9/06/1995         | 2012-...   | 0 (0)             | 0    | 0      | 0      |
| Léon Mouanza         | Belgique    | ?                 | 9/10/1941         | 1963-1964  | 0 (0)             | 0    | 0      | 0      |
| Jordan Moureau       | Belgique    | ?                 | 18/05/1989        | 2007-2008  | 0 (0)             | 0    | 0      | 0      |
| Luc Moureau          | Belgique    | ?                 | 9/03/1963         | 1983-1984  | 0 (0)             | 0    | 0      | 0      |
| Kevin Mullender      | Belgique    | ?                 | 14/10/1988        | 2006-2008  | 3 (0)             | 0    | 0      | 0      |
| Edwin Muller         | Belgique    | ?                 | 25/05/1957        | 1980-1983  | 0 (0)             | 0    | 0      | 0      |
| Alfred Mulongo       | Belgique    | ?                 | 9/03/1939         | 1958-1962  | 0 (0)             | 0    | 0      | 0      |

## N
| Joueur                   | Nationalité   | Position       | Date de naissance | Période(s) | Matches (dont D1) | Buts | Jaunes | Rouges |
| ------------------------ | ------------- | -------------- | ----------------- | ---------- | ----------------- | ---- | ------ | ------ |
| Farid Nagui              | Belgique      | ?              | 10/01/1980        | 1998-2002  | 72 (0)            | 14   | 6      | 0      |
| Thomas Nelis             | Belgique      | ?              | 26/11/1981        | 2005-2007  | 54 (0)            | 18   | 6      | 0      |
| Jean Nelissen            | Belgique      | ?              | 3/06/1924         | 1948-1960  | 0 (0)             | 0    | 0      | 0      |
| Rudy Ngombo              | Belgique      | ?              | 25/03/1990        | 2012-...   | 0 (0)             | 0    | 0      | 0      |
| Christopher Ngombo-Nzola | Belgique      | ?              | 8/06/1987         | 2012-...   | 0 (0)             | 0    | 0      | 0      |
| Geoffrey N'Goran         | Côte d'Ivoire | Attaquant      | 8/11/1974         | 1997-1998  | 20 (0)            | 13   | 4      | 1      |
| Maurice Nicolay          | Belgique      | ?              | ?                 | 1967-1972  | 0 (0)             | 0    | 0      | 0      |
| Antonio Niro             | Belgique      | ?              | 2/07/1967         | 1990-1995  | 55 (0)            | 4    | 5      | 0      |
| Pierre Nissen            | Belgique      | ?              | ?                 | 1951-1952  | 0 (0)             | 0    | 0      | 0      |
| Franky-Junior Njalle     | Belgique      | ?              | 24/12/1981        | 1998-1999  | 0 (0)             | 0    | 0      | 0      |
| Laurent Noël             | Belgique      | ?              | 3/04/1974         | 1998-1999  | 7 (0)             | 1    | 0      | 0      |
| Thierry Nonglaire        | Belgique      | Attaquant      | 10/09/1971        | 1998-2003  | 108 (0)           | 22   | 4      | 0      |
| Tim Nuyens               | Belgique      | Gardien de but | 16/07/1974        | 1998-1999  | 27 (0)            | 0    | 0      | 0      |

## O
| Joueur         | Nationalité | Position | Date de naissance | Période(s) | Matches (dont D1) | Buts | Jaunes | Rouges |
| -------------- | ----------- | -------- | ----------------- | ---------- | ----------------- | ---- | ------ | ------ |
| Siegfried Ogon | Belgique    | ?        | ?                 | 1959-1961  | 0 (0)             | 0    | 0      | 0      |
| François Oles  | Belgique    | ?        | ?                 | 1925-1928  | 0 (0)             | 0    | 0      | 0      |
| Regis Ortmans  | Belgique    | ?        | 2/09/1974         | 1999-2000  | 16 (0)            | 1    | 2      | 0      |
| Murat Ozdemir  | Belgique    | ?        | 10/06/1981        | 2003-2007  | 100 (0)           | 1    | 14     | 2      |

## P
| Joueur              | Nationalité | Position  | Date de naissance | Période(s) | Matches (dont D1) | Buts | Jaunes | Rouges |
| ------------------- | ----------- | --------- | ----------------- | ---------- | ----------------- | ---- | ------ | ------ |
| Anatole Pacquay     | Belgique    | ?         | ?                 | 1920-1922  | 0 (0)             | 0    | 0      | 0      |
| Ugo Padovan         | Belgique    | ?         | 8/03/1977         | 2002-2004  | 37 (0)            | 0    | 7      | 2      |
| Georges Pagnoulle   | Belgique    | ?         | 9/05/1945         | 1970-1984  | 0 (0)             | 0    | 0      | 0      |
| Christophe Palm     | Belgique    | ?         | 5/10/1970         | 1991-1992  | 0 (0)             | 0    | 0      | 0      |
| Joseph Pannaye      | Belgique    | Défenseur | 29/07/1922        | 1954-1962  | 0 (0)             | 0    | 0      | 0      |
| Pascal Pantusa      | Belgique    | ?         | 3/09/1971         | 1992-1993  | 0 (0)             | 0    | 0      | 0      |
| Robert Parotte      | Belgique    | ?         | ?                 | 1967-1972  | 0 (0)             | 0    | 0      | 0      |
| Miguel Parreira     | Belgique    | ?         | 14/09/1988        | 2007-2009  | 23 (0)            | 0    | 0      | 0      |
| Marcel Paulus       | Belgique    | ?         | ?                 | 1954-1955  | 0 (0)             | 0    | 0      | 0      |
| Johan Pavonet       | Belgique    | ?         | 3/03/1956         | 1983-1984  | 0 (0)             | 0    | 0      | 0      |
| Roger Pelsser       | Belgique    | ?         | 13/12/1976        | 1995-1999  | 21 (0)            | 0    | 1      | 0      |
| Junior Penga        | Belgique    | ?         | 18/05/1983        | 2002-2003  | 11 (0)            | 0    | 0      | 0      |
| Jean-Philippe Peso  | Belgique    | ?         | 17/06/1991        | 2012-...   | 0 (0)             | 0    | 0      | 0      |
| Oscar Petitjean     | Belgique    | ?         | ?                 | 1948-1963  | 0 (0)             | 0    | 0      | 0      |
| Geoffrey Philippart | Belgique    | ?         | 11/04/1987        | 2004-2007  | 7 (0)             | 0    | 0      | 0      |
| Guy Philippe        | Belgique    | ?         | 15/05/1941        | 1967-1972  | 0 (0)             | 0    | 0      | 0      |
| Daniel Piazza       | Belgique    | ?         | 6/01/1960         | 1986-1987  | 0 (0)             | 0    | 0      | 0      |
| Didier Pipeaux      | Belgique    | ?         | 11/08/1971        | 1993-1994  | 0 (0)             | 0    | 0      | 0      |
| Albert Piret        | Belgique    | ?         | ?                 | 1967-1972  | 0 (0)             | 0    | 0      | 0      |
| Danny Pirnay        | Belgique    | ?         | 29/04/1954        | 1986-1987  | 0 (0)             | 0    | 0      | 0      |
| Marc Pirnay         | Belgique    | ?         | 26/04/1963        | 1985-1987  | 0 (0)             | 0    | 0      | 0      |
| Michel Pirnay       | Belgique    | ?         | 28/12/1973        | 1993-1999  | 22 (0)            | 0    | 9      | 1      |
| Fabrice Pirotte     | Belgique    | ?         | 22/10/1979        | 2002-2003  | 11 (0)            | 0    | 3      | 2      |
| Maurice Pirotte     | Belgique    | ?         | 29/05/1956        | 1991-1992  | 0 (0)             | 0    | 0      | 0      |
| Grégory Poisquet    | Belgique    | ?         | 30/05/1985        | 2008-2010  | 7 (0)             | 0    | 0      | 0      |
| Cédric Polet        | Belgique    | ?         | 8/06/1979         | 2002-2003  | 21 (0)            | 2    | 2      | 0      |
| Jean Proc           | Belgique    | ?         | 21/04/1947        | 1968-1972  | 0 (0)             | 0    | 0      | 0      |
| Olivier Proc        | Belgique    | ?         | 4/01/1971         | 1994-1996  | 0 (0)             | 0    | 0      | 0      |

## Q
| Joueur           | Nationalité | Position | Date de naissance | Période(s) | Matches (dont D1) | Buts | Jaunes | Rouges |
| ---------------- | ----------- | -------- | ----------------- | ---------- | ----------------- | ---- | ------ | ------ |
| Nicolas Quings   | Belgique    | ?        | ?                 | 1948-1959  | 0 (0)             | 0    | 0      | 0      |
| Vincent Quitin   | Belgique    | ?        | 22/12/1991        | 2010-2012  | 9 (0)             | 1    | 1      | 0      |
| Jacques Quoillin | Belgique    | ?        | ?                 | 1969-1970  | 0 (0)             | 0    | 0      | 0      |

## R
| Joueur                 | Nationalité | Position | Date de naissance | Période(s) | Matches (dont D1) | Buts | Jaunes | Rouges |
| ---------------------- | ----------- | -------- | ----------------- | ---------- | ----------------- | ---- | ------ | ------ |
| Kevin Raets            | Belgique    | ?        | 14/09/1984        | 2002-2012  | 184 (0)           | 30   | 22     | 2      |
| Walid Rafiki           | Belgique    | ?        | 5/11/1991         | 2012-...   | 0 (0)             | 0    | 0      | 0      |
| André Rahier           | Belgique    | ?        | 18/01/1948        | 1971-1972  | 0 (0)             | 0    | 0      | 0      |
| Eladio Ramirez-Lorite  | Belgique    | ?        | 12/11/1989        | 2008-2009  | 5 (0)             | 0    | 1      | 0      |
| Hubert Rampen          | Belgique    | ?        | ?                 | 1960-1961  | 0 (0)             | 0    | 0      | 0      |
| André Raskin           | Belgique    | ?        | 6/01/1954         | 1985-1987  | 0 (0)             | 0    | 0      | 0      |
| Thierry Raskin         | Belgique    | ?        | 7/11/1968         | 2001-2002  | 25 (0)            | 1    | 2      | 0      |
| Pierre Raway           | Belgique    | ?        | 16/10/1947        | 1981-1987  | 0 (0)             | 0    | 0      | 0      |
| Laurent Raxhon         | Belgique    | ?        | 7/08/1981         | 2003-2006  | 67 (0)            | 2    | 4      | 1      |
| Pierre Reners          | Belgique    | ?        | 14/01/1924        | 1950-1953  | 0 (0)             | 0    | 0      | 0      |
| Loic Renier            | Belgique    | ?        | 5/03/1990         | 2009-2010  | 4 (0)             | 0    | 1      | 0      |
| Maxime Renson          | Belgique    | ?        | 25/06/1987        | 2007-2009  | 50 (0)            | 0    | 12     | 0      |
| Kevin Rensonnet        | Belgique    | ?        | 24/10/1989        | 2007-2008  | 0 (0)             | 0    | 0      | 0      |
| Léonard Rensonnet      | Belgique    | ?        | ?                 | 1970-1971  | 0 (0)             | 0    | 0      | 0      |
| Joseph Reuter          | Belgique    | ?        | ?                 | 1958-1959  | 0 (0)             | 0    | 0      | 0      |
| Jean Ribounda Maloumba | Belgique    | ?        | 13/12/1975        | 2000-2001  | 1 (0)             | 0    | 0      | 0      |
| Claude Riga            | Belgique    | ?        | 30/11/1947        | 1970-1972  | 0 (0)             | 0    | 0      | 0      |
| Mathieu Rixhon         | Belgique    | ?        | 2/02/1979         | 1997-1999  | 28 (0)            | 1    | 2      | 0      |
| Damien Rizzo           | Belgique    | ?        | 7/04/1988         | 2008-2009  | 0 (0)             | 0    | 0      | 0      |
| Francis Robert         | Belgique    | ?        | ?                 | 1967-1969  | 0 (0)             | 0    | 0      | 0      |
| Alfredo Rocchetta      | Belgique    | ?        | 30/12/1986        | 2006-2007  | 1 (0)             | 0    | 0      | 0      |
| Alfredo Rochettaa      | Belgique    | ?        | 30/12/1986        | 2007-2008  | 0 (0)             | 0    | 0      | 0      |
| Laurent Romeo          | Belgique    | ?        | 15/09/1975        | 2003-2004  | 5 (0)             | 2    | 1      | 0      |
| Marcos Romero          | Belgique    | ?        | 10/05/1968        | 1991-1992  | 0 (0)             | 0    | 0      | 0      |
| Joseph Rosselaar       | Belgique    | ?        | ?                 | 1954-1959  | 0 (0)             | 0    | 0      | 0      |

## S
| Joueur                | Nationalité | Position          | Date de naissance | Période(s)           | Matches (dont D1) | Buts | Jaunes | Rouges |
| --------------------- | ----------- | ----------------- | ----------------- | -------------------- | ----------------- | ---- | ------ | ------ |
| Andy Saccio           | Belgique    | ?                 | 21/03/1987        | 2006-...             | 156 (0)           | 4    | 30     | 7      |
| Levent Saglam         | Belgique    | Attaquant         | 31/10/1991        | 2011-2014            | 26 (0)            | 5    | 2      | 1      |
| Fabio Salvoni         | Belgique    | ?                 | 22/08/1985        | 2007-2008            | 0 (0)             | 0    | 0      | 0      |
| David Samray          | Belgique    | ?                 | 15/03/1977        | 1995-2000            | 94 (0)            | 10   | 11     | 2      |
| Rudi Sarlet           | Belgique    | ?                 | 5/03/1955         | 1974-1987            | 0 (0)             | 0    | 0      | 0      |
| Filippo Savona        | Belgique    | ?                 | 25/05/1973        | 2000-2002, 2003-2005 | 59 (0)            | 7    | 9      | 0      |
| Albert Schauwers      | Belgique    | ?                 | 18/08/1958        | 1990-1993            | 0 (0)             | 0    | 0      | 0      |
| Paolo Schiavone       | Belgique    | ?                 | 12/01/1988        | 2012-...             | 0 (0)             | 0    | 0      | 0      |
| Thierry Schillings    | Belgique    | ?                 | ?                 | 1983-1987            | 0 (0)             | 0    | 0      | 0      |
| Stefan Schoubben      | Belgique    | ?                 | 16/05/1973        | 1993-1996            | 77 (0)            | 4    | 16     | 1      |
| Jérome Schroder       | Belgique    | ?                 | 19/08/1976        | 1995-1999, 2000-2001 | 72 (0)            | 2    | 1      | 0      |
| Pierre Schroeder      | Belgique    | ?                 | 13/12/1988        | 2005-2008            | 9 (0)             | 1    | 1      | 1      |
| Eugene Schwachhofer   | Belgique    | ?                 | ?                 | 1903-1905            | 0 (0)             | 0    | 0      | 0      |
| Michel Schwontzen     | Belgique    | ?                 | 9/01/1972         | 1991-1992            | 0 (0)             | 0    | 0      | 0      |
| Ignace Schyns         | Belgique    | ?                 | ?                 | 1954-1955            | 0 (0)             | 0    | 0      | 0      |
| Jérémy Schyns         | Belgique    | ?                 | 15/01/1987        | 2005-2006            | 0 (0)             | 0    | 0      | 0      |
| Leopold Scolas        | Belgique    | ?                 | ?                 | 1956-1961            | 0 (0)             | 0    | 0      | 0      |
| Jurica Selak          | Belgique    | ?                 | 10/07/1965        | 1989-1999            | 58 (0)            | 3    | 3      | 1      |
| Erdem Sen             | Belgique    | ?                 | 5/01/1989         | 2011-2012            | 8 (0)             | 1    | 2      | 0      |
| Fiorenzo Serchia      | Belgique    | Milieu de terrain | 26/09/1972        | 1999-2000            | 27 (0)            | 6    | 7      | 0      |
| Gaëtan Servais        | Belgique    | ?                 | 18/08/1969        | 1990-1992            | 0 (0)             | 0    | 0      | 0      |
| Léopold Servais       | Belgique    | ?                 | ?                 | 1967-1969            | 0 (0)             | 0    | 0      | 0      |
| Menelaos Sidiropoulos | Belgique    | ?                 | 27/11/1971        | 1997-1998            | 6 (0)             | 0    | 0      | 0      |
| Patrick Simar         | Belgique    | ?                 | 9/09/1961         | 1985-1986            | 0 (0)             | 0    | 0      | 0      |
| Geoffrey Simonet      | Belgique    | ?                 | 16/10/1975        | 1996-1997            | 12 (0)            | 0    | 1      | 0      |
| Marcel Simonis        | Belgique    | ?                 | 22/03/1962        | 1992-1993            | 0 (0)             | 0    | 0      | 0      |
| Quentin Slupik        | Belgique    | ?                 | 5/06/1984         | 2003-2006            | 49 (0)            | 6    | 6      | 1      |
| Bernard Sohier        | Belgique    | ?                 | 16/10/1956        | 1980-1991            | 0 (0)             | 0    | 0      | 0      |
| Youssef Solhi         | Belgique    | ?                 | 16/06/1969        | 1996-1997            | 14 (0)            | 0    | 2      | 0      |
| Stéphan Sombreffe     | Belgique    | ?                 | 21/08/1974        | 1995-1996            | 24 (0)            | 8    | 1      | 1      |
| Abdoulaye Soumare     | France      | Attaquant         | 7/11/1980         | 2011-2012            | 2 (0)             | 0    | 0      | 0      |
| Olivier Spailier      | Belgique    | ?                 | 8/10/1973         | 1994-2001            | 167 (0)           | 8    | 17     | 1      |
| Antony Spinosa        | Belgique    | ?                 | 16/08/1985        | 2007-2012            | 128 (0)           | 1    | 23     | 3      |
| Olivier Stelier       | Belgique    | ?                 | 8/10/1973         | 1993-1995            | 5 (0)             | 0    | 0      | 0      |
| Jean-Marie Stiel      | Belgique    | ?                 | ?                 | 1980-1981            | 0 (0)             | 0    | 0      | 0      |
| Joseph Stimac         | Belgique    | ?                 | 19/01/1963        | 1989-1994            | 0 (0)             | 0    | 0      | 0      |
| Farid Stini           | Belgique    | ?                 | 10/02/1980        | 1999-2001            | 45 (0)            | 14   | 7      | 0      |
| Roger Stoffels        | Belgique    | ?                 | 11/08/1962        | 1980-1983            | 0 (0)             | 0    | 0      | 0      |
| Serge Storoj          | Belgique    | ?                 | 30/11/1984        | 2004-2005            | 5 (0)             | 0    | 0      | 0      |
| David Swerdfegers     | Belgique    | ?                 | 30/10/1974        | 1997-2000            | 83 (0)            | 8    | 3      | 1      |

## T
| Joueur            | Nationalité | Position  | Date de naissance | Période(s) | Matches (dont D1) | Buts | Jaunes | Rouges |
| ----------------- | ----------- | --------- | ----------------- | ---------- | ----------------- | ---- | ------ | ------ |
| Jérome Tailleur   | Belgique    | ?         | 30/11/1988        | 2006-2009  | 31 (0)            | 1    | 0      | 0      |
| Julien Testaert   | Belgique    | ?         | ?                 | 1954-1955  | 0 (0)             | 0    | 0      | 0      |
| Maxime Thans      | Belgique    | ?         | 19/04/1989        | 2006-2009  | 4 (0)             | 0    | 0      | 0      |
| Gaston Thiel      | Belgique    | ?         | ?                 | 1925-1929  | 0 (0)             | 0    | 0      | 0      |
| Jean Thissen      | Belgique    | Défenseur | 21/04/1946        | 1979-1983  | 0 (0)             | 0    | 0      | 0      |
| Ghislain Thomanne | Belgique    | ?         | 29/07/1950        | 1970-1972  | 0 (0)             | 0    | 0      | 0      |
| Jules Timmermans  | Belgique    | ?         | 3/03/1903         | 1921-1928  | 0 (0)             | 0    | 0      | 0      |
| Frédéric Tuta     | France      | Attaquant | 2/08/1984         | 2013-2014  | 12 (0)            | 2    | 0      | 0      |
| Daniel Toussaint  | Belgique    | ?         | 26/07/1956        | 1987-1991  | 0 (0)             | 0    | 0      | 0      |
| Michel Toussaint  | Belgique    | ?         | 10/02/1960        | 1989-1994  | 0 (0)             | 0    | 0      | 0      |
| Georgios Tsapanos | Belgique    | ?         | 17/08/1968        | 1989-1990  | 0 (0)             | 0    | 0      | 0      |

## U
| Joueur               | Nationalité | Position | Date de naissance | Période(s) | Matches (dont D1) | Buts | Jaunes | Rouges |
| -------------------- | ----------- | -------- | ----------------- | ---------- | ----------------- | ---- | ------ | ------ |
| Cédric Udowczyk      | Belgique    | ?        | 22/12/1980        | 2001-2003  | 10 (0)            | 0    | 1      | 0      |
| Jean-Michel Ummels   | Belgique    | ?        | 18/06/1974        | 1993-1997  | 49 (0)            | 11   | 4      | 0      |
| Jean-Claude Uwamungu | Belgique    | ?        | 20/08/1989        | 2008-2010  | 2 (0)             | 0    | 0      | 0      |

## V
| Joueur                      | Nationalité | Position          | Date de naissance | Période(s) | Matches (dont D1) | Buts | Jaunes | Rouges |
| --------------------------- | ----------- | ----------------- | ----------------- | ---------- | ----------------- | ---- | ------ | ------ |
| Claudio Vaccaro             | Belgique    | ?                 | 4/06/1981         | 2001-2002  | 1 (0)             | 0    | 0      | 0      |
| Olivier Van Aubel           | Belgique    | ?                 | 11/06/1980        | 2002-2003  | 12 (0)            | 0    | 0      | 0      |
| Hubert Van Dormael          | Belgique    | ?                 | 12/12/1933        | 1955-1958  | 0 (0)             | 0    | 0      | 0      |
| Luc Vanberg                 | Belgique    | ?                 | 28/10/1968        | 1992-1993  | 0 (0)             | 0    | 0      | 0      |
| Johan Vandecaetsbeek        | Belgique    | ?                 | 24/03/1960        | 1992-2002  | 224 (0)           | 14   | 34     | 3      |
| Frédéric van de Sande       | Belgique    | Gardien de but    | 20/11/1970        | 1989-1990  | 0 (0)             | 0    | 0      | 0      |
| Steve Vandromme             | Belgique    | ?                 | 14/01/1974        | 1995-1996  | 1 (0)             | 0    | 0      | 0      |
| Christian Vandyck           | Belgique    | ?                 | 29/07/1950        | 1976-1977  | 0 (0)             | 0    | 0      | 0      |
| Jean-Michel Vansteenberghe  | Belgique    | ?                 | 28/09/1984        | 2007-2008  | 26 (0)            | 1    | 5      | 1      |
| Marcel Vanstraelen          | Belgique    | ?                 | ?                 | 1970-1971  | 0 (0)             | 0    | 0      | 0      |
| Augusto Macedo Varela Gomes | Belgique    | ?                 | 13/11/1982        | 2007-2008  | 21 (0)            | 7    | 2      | 0      |
| Dimitri Velegan             | Belgique    | Milieu de terrain | 2/04/1992         | 2011-2012  | 0 (0)             | 0    | 0      | 0      |
| Steve Verelst               | Belgique    | ?                 | 9/02/1987         | 2009-2011  | 60 (0)            | 0    | 8      | 1      |
| Jacques Verhulst            | Belgique    | ?                 | ?                 | 1967-1970  | 0 (0)             | 0    | 0      | 0      |
| Éric Vervier                | Belgique    | ?                 | 25/02/1966        | 1983-1994  | 30 (0)            | 0    | 2      | 0      |
| Luc Vervier                 | Belgique    | ?                 | 23/09/1967        | 1988-2000  | 149 (0)           | 7    | 19     | 4      |
| Michel Vervier              | Belgique    | ?                 | 17/06/1969        | 1989-1994  | 0 (0)             | 0    | 0      | 0      |
| Rene Vigneron               | Belgique    | ?                 | ?                 | 1959-1961  | 0 (0)             | 0    | 0      | 0      |
| Calogero Villardita         | Belgique    | ?                 | 16/04/1973        | 2000-2003  | 51 (0)            | 1    | 6      | 0      |
| Anthony Vinaimont           | Belgique    | ?                 | 19/06/1989        | 2008-2009  | 0 (0)             | 0    | 0      | 0      |
| Michaël Vitiello            | Belgique    | ?                 | 12/12/1979        | 1998-1999  | 0 (0)             | 0    | 0      | 0      |
| René Vosse                  | Belgique    | ?                 | 14/03/1924        | 1948-1960  | 0 (0)             | 0    | 0      | 0      |
| Jean-Pierre Vromen          | Belgique    | ?                 | 20/01/1960        | 1980-1982  | 0 (0)             | 0    | 0      | 0      |

## W
| Joueur             | Nationalité | Position | Date de naissance | Période(s)           | Matches (dont D1) | Buts | Jaunes | Rouges |
| ------------------ | ----------- | -------- | ----------------- | -------------------- | ----------------- | ---- | ------ | ------ |
| Luc Waleffe        | Belgique    | ?        | 2/02/1960         | 1979-1981, 1986-1987 | 0 (0)             | 0    | 0      | 0      |
| Sébastien Waleffe  | Belgique    | ?        | 26/09/1987        | 2005-2007            | 5 (0)             | 0    | 0      | 0      |
| Fernand Weerts     | Belgique    | ?        | ?                 | 1906-1907            | 0 (0)             | 0    | 0      | 0      |
| Noël Willems       | Belgique    | ?        | ?                 | 1925-1928            | 0 (0)             | 0    | 0      | 0      |
| Henri Winand       | Belgique    | ?        | ?                 | 1922-1928            | 0 (0)             | 0    | 0      | 0      |
| Jean-Marie Winandy | Belgique    | ?        | 17/08/1952        | 1976-1983            | 0 (0)             | 0    | 0      | 0      |

## Y
| Joueur       | Nationalité | Position | Date de naissance | Période(s) | Matches (dont D1) | Buts | Jaunes | Rouges |
| ------------ | ----------- | -------- | ----------------- | ---------- | ----------------- | ---- | ------ | ------ |
| Igor Yongolo | Belgique    | ?        | 13/11/1992        | 2011-...   | 3 (0)             | 0    | 0      | 0      |

## Z
| Joueur              | Nationalité | Position | Date de naissance | Période(s) | Matches (dont D1) | Buts | Jaunes | Rouges |
| ------------------- | ----------- | -------- | ----------------- | ---------- | ----------------- | ---- | ------ | ------ |
| Gilbert Zenthner    | Belgique    | ?        | 11/05/1941        | 1964-1970  | 0 (0)             | 0    | 0      | 0      |
| Tahar Childy Zerafi | Belgique    | ?        | 15/04/1979        | 2004-2007  | 83 (0)            | 3    | 5      | 1      |
| Benjamin Ziliani    | Belgique    | ?        | 20/09/1990        | 2010-2011  | 1 (0)             | 0    | 0      | 0      |
| Georges Zurstrassen | Belgique    | ?        | ?                 | 1900-1902  | 0 (0)             | 0    | 0      | 0      |

### Sources
- (nl) « Liste des joueurs du club », sur Belgian Soccer Database (Verviers FC)
- (nl) « Liste des joueurs du club », sur Belgian Soccer Database (R. Club Sportif Verviétois)
- (nl) « Liste des joueurs du club », sur Belgian Soccer Database (R. Entente Dison-Verviers)
- (nl) « Liste des joueurs du club », sur Belgian Soccer Database (R. Cercle Sportif Verviers)